# Waschhaus (Thénisy)

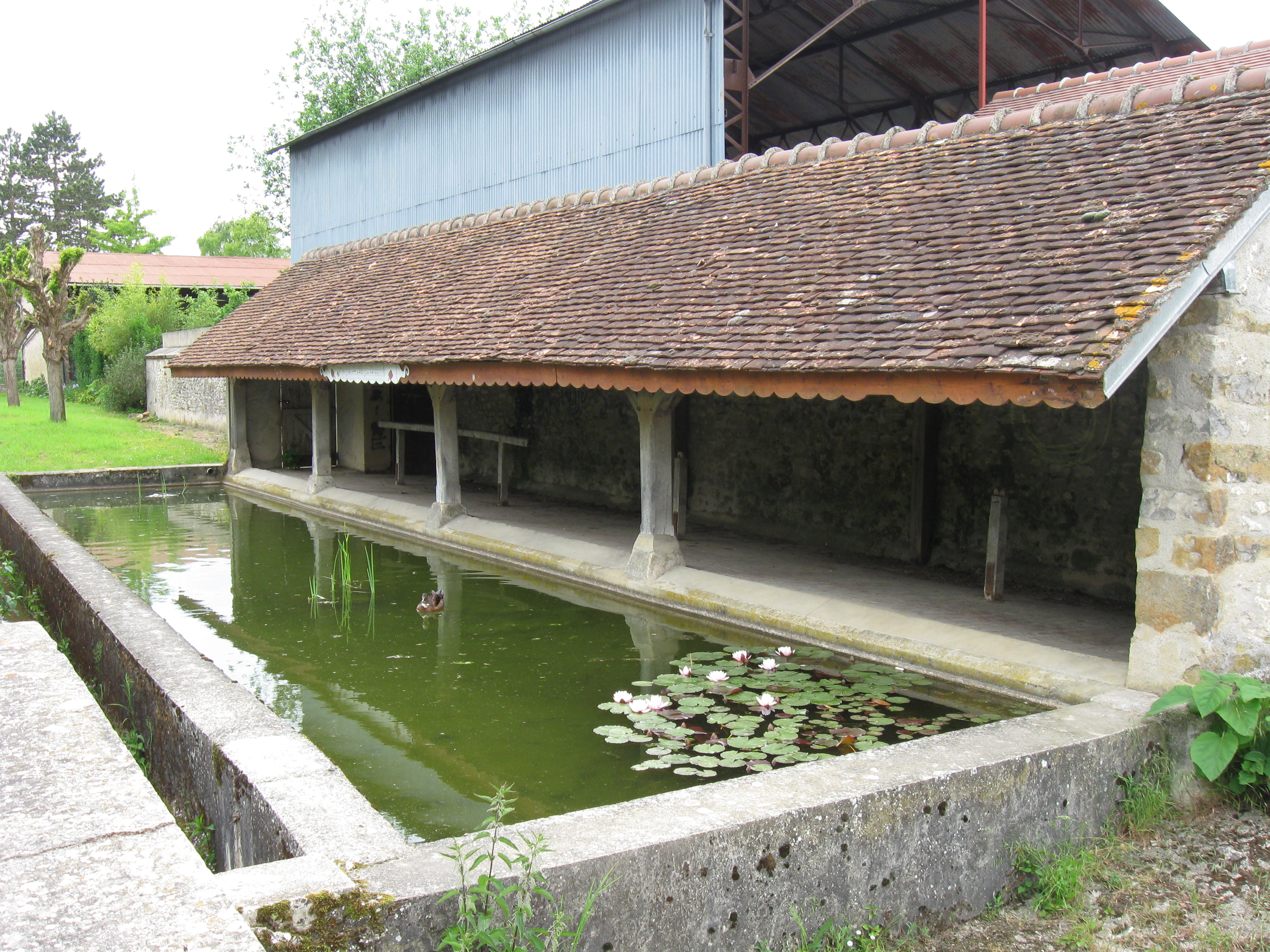
Waschhaus in Thénisy

Das Waschhaus (französisch lavoir) in Thénisy, einer französischen Gemeinde im Département Seine-et-Marne in der Region Île-de-France, wurde 1880 errichtet.
Das öffentliche Waschhaus aus Bruchsteinmauerwerk befindet sich am Bach Mons, es ersetzte einen älteren Vorgängerbau. Das Gebäude wurde bis 1972 zum Wäschewaschen genutzt.